# Emilia Kjellberg
Emilia Kjellberg, född 3 april 1996, är en svensk friidrottare (längdhoppare och sprinter) tävlande för IF Göta. Hon vann SM-guld i längdhopp inomhus år 2017 och utomhus år 2024. 
Vid ungdoms-VM i Donetsk, Ukraina år 2013 deltog hon i längdhopp men slogs ut i kvalet. Vid junior-VM 2014 deltog hon på 100 meter men missade semifinalplats med 2 hundradelar.

## Personliga rekord
| Utomhus - 100 meter – 11,79 (Eugene, Oregon USA 22 juli 2014) - 100 meter – 11,59 (medvind) (Göteborg 13 juli 2014) - 200 meter – 24,45 (Torsby 17 maj 2014) - 200 meter – 24,49 (Västerås 11 augusti 2013) - 200 meter – 24,06 (medvind) (Skara 6 juni 2014) - Höjdhopp – 1,71 (Karlstad 24 augusti 2012) - Längdhopp – 6,36 (Sollentuna 16 juni 2024) - Tresteg – 12,37 (Halmstad 29 juni 2021) - Spjut – 35,52 (Sunne 5 juli 2014) | Inomhus - 60 meter – 7,49 (Göteborg 22 februari 2014) - 200 meter – 24,99 (örebro 12 januari 2014) - 600 meter – 1:52,69 (Göteborg 10 mars 2012) - Höjdhopp – 1,72 (Örebro 12 januari 2014) - Längdhopp – 6,17 (Växjö 25 februari 2017) - Tresteg – 11,79 (Göteborg 26 februari 2012) - Femkamp U18 – 3 676 (Göteborg 11 mars 2012) |